# Секрет Антон Геннадійович
Антон Геннадійович Секрет (рос. Антон Геннадьевич Секрет; нар. 23 січня 1992, Брюховецька, Краснодарський край, Росія) — російський футболіст, нападник.

## Клубна кар'єра
Футболом розпочав займатися в брюховецькій ДЮСШ. Потім навчався футбольній майстерності «Краснодар-2000» та СДЮСШОР-5 КК. Професіональну кар'єру розпочав у команді «Краснодар-2000». В її складі дебютував у 17-річному віці, 30 квітня 2009 року в матчі з «Жемчужиною-Сочі» (0:0). У лютому 2011 року «Краснодар-2000» розформовали, й Антон став вільним агентом. Але в цьому статусі перебував недовго: в березні уклав контракт з командою, яка представляє російську Прем'єр-Лігу — краснодарською «Кубанню». 31 березня 2012 року відбувся дебют Антона в Прем'єр-Лізі. У цей день краснодарці на своєму стадіоні приймали московський ЦСКА. Футболіст вийшов на поле на 75-й хвилині зустрічі, замінивши Георге Букура, а на 88-й хвилині відзначився голом, яким зрівняв рахунок. 27 серпня Антон перейшов в оренду до астраханського «Волгара», за який виступав до кінця листопада, провів за цей час 8 матчів у ФНЛ і 1 у Кубку Росії. 22 листопада стало відомо, що Секрет повернувся в «Кубань».
25 березня 2013 року повідомили, що Секрет перейшов в оренду до жодінского клубу «Торпедо-БелАЗ», в складі якого дебютував вже 30 березня в матчі 1-о туру чемпіонату проти «Мінська». У липні 2013 року повернувся в «Кубань».
У вересні 2013 року перейшов в оренду до ростовського СКВО. У 2014 році грав за молодіжну команду «Кубані». У січні 2015 року після відмови від контракту покинув клуб «Краснодар».
У 2015 році приєднався до клубу «Океан» з чемпіонату окупованого Криму. З літа 2016 року грав у чемпіонаті Краснодарського краю.
Навчався в Кубанському державному університеті фізичної культури, спорту і туризму.

## Кар'єра в збірній
У 2010 році залучався до юнацької збірної Росії (U-19).